# 盧原質
卢原质（1351年—1402年 ），字希鲁，江浙行省台州路寧海縣（今浙江宁波市宁海西乡桑洲田洋卢村）人。明朝探花、官员。
卢原质为大儒方孝孺姑母之子。洪武二十一年（1388年）举进士，殿试名列一甲第三名（探花），授翰林院编修。因文采超群，深受太祖朱元璋赏识。洪武二十八年（1395年）任太常少卿。建文年间，屡有建言。朱棣发动“靖难之役”，攻破南京城后，方孝孺被“诛十族”。原质宁死不屈，与弟原朴等皆被杀。